# Konsolspil
Et konsolspil er en type computerspil, der er designet til at blive spillet på en dedikeret spillekonsol, som typisk tilsluttes et fjernsyn eller en skærm. Konsolspil adskiller sig fra PC-spil og mobilspil ved at være udviklet specifikt til en bestemt hardware-platform, såsom PlayStation, Xbox eller Nintendo-systemer.
| computerspil | Spire Denne computerspilsrelaterede artikel er en spire som bør udbygges. Du er velkommen til at hjælpe Wikipedia ved at udvide den. |